# Pere Sastre Obrador

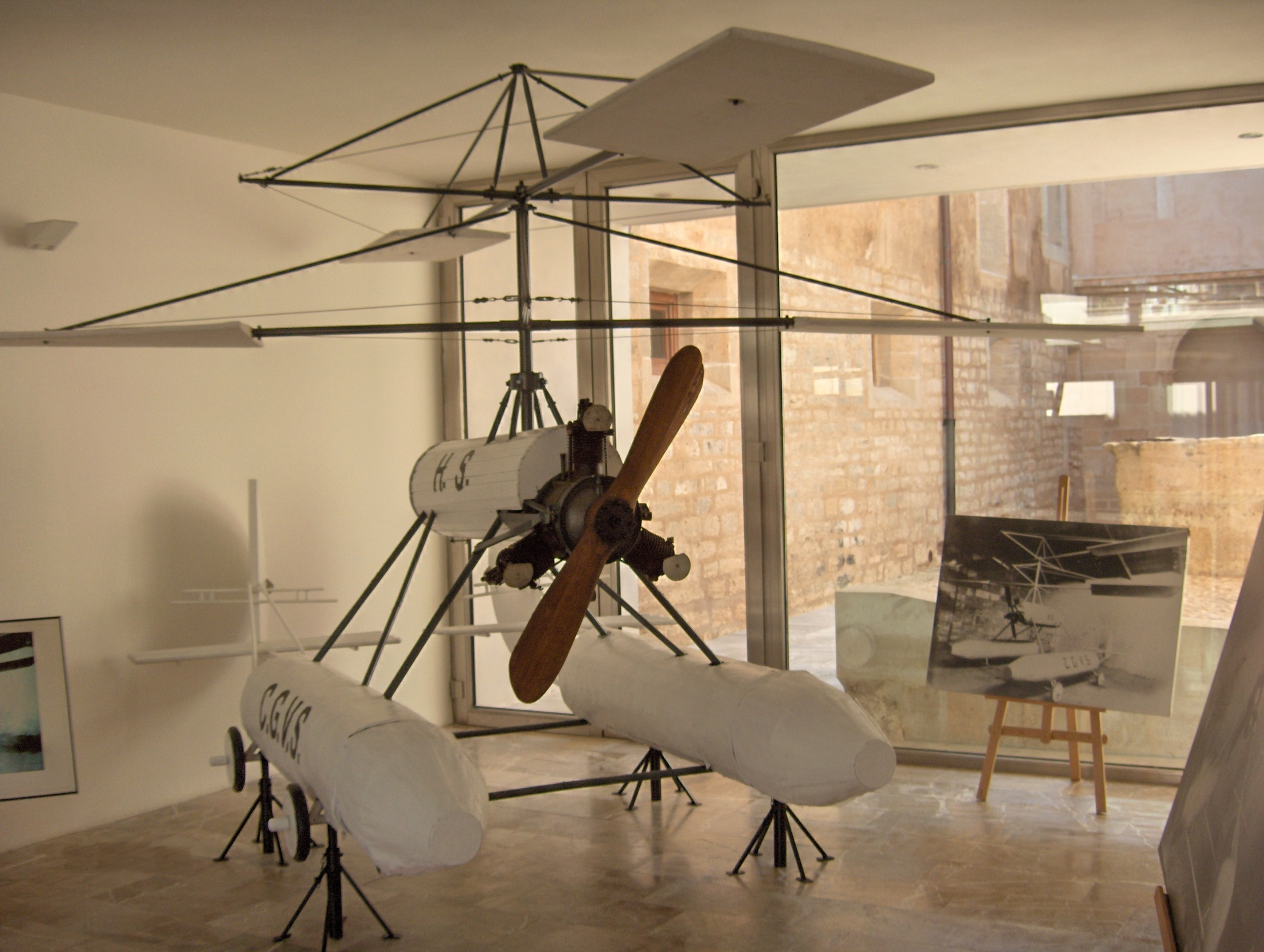
Maqueta o reproducció a escala 3:4 del cometagiroavió

Pere Sastre Obrador, més conegut com a Pere de Son Gall (Llucmajor, 1895 - Llucmajor, 1965), fou un inventor mallorquí precursor de l'helicòpter, nascut en el si d'una família pagesa i de formació sobretot autodidacta, amb prou coneixements de matemàtiques, física i dibuix tècnic. Es va matricular d'estudis de Pèrit Agrícola per correspondència al Popular Instituto Politécnico de Sevilla, i també d'un curs de pilot aviador a l'Escola Internacional Lliure d'Estudis Superiors, de la Institució Cervera, de València.
Des de finals de 1919, se centrà en el disseny d'un prototip d'aparell aeri que anomenà cometagiroavió: una màquina aèria mixta, amb característiques ensems d'aeroplà i d'helicòpter, dotada de les característiques d'elevació vertical, així com d'estacionament enlaire (amb la consegüent millora en matèria de seguretat aèria), i capaç de prosseguir, després, en vol horitzontal, i de descendir finalment sense necessitat de gaire terreny per a l'aterratge. Per a això, aquest nou enginy havia de tenir dues categories de pales o hèlices, connectades al motor: unes per al moviment en sentit vertical, i unes altres per a l'horitzontal; el principi físic a tenir en compte seria el de l'acció i reacció.
Per tal d'aconseguir finançament per a la materialització d'aquesta idea, el 1921 Pere Sastre va demanar ajuda al Govern central, en una carta dirigida al capità general de l'Exèrcit, que aleshores era el mallorquí Valerià Weyler, el qual li reclamà el projecte i els càlculs per al seu estudi a Madrid. Emperò, després que Pere els hi enviàs, la resposta definitiva de Weyler fou que, segons el general en cap de la Secció d'Aeronàutica del Ministeri de la Guerra, la idea de Pere Sastre «no té utilitat pràctica». El mateix Pere faria notar que, curiosament, el ministre de la Guerra d'aleshores era Juan de la Cierva y Peñafiel, pare de Juan de la Cierva y Codorniu, que, poc temps després, donaria a conèixer la invenció del seu autogir, que volà per primera vegada el gener de 1923. És cert que l'autogir de De la Cierva no tenia elevació ni descens vertical (no era un helicòpter); però s'hi aplicava el mateix principi del cometagiroavió per a reduir la carrera d'enlairament.
Pere Sastre també va intentar aconseguir suport financer en l'àmbit provincial i local, però va trobar tancades pràcticament totes les portes.

## Reconeixements
- Té un carrer al seu poble (Llucmajor).
- L'institut de Formació Professional dugué el seu nom fins que el 1996 es fusionà amb l'IES Maria Antònia Salvà i passà a anomenar-se IES Llucmajor.[3]
- L'Ajuntament de Llucmajor li ha dedicat, des del 1979, diverses exposicions.